# Comuna Viknînî, Bilohirea
Viknînî (în ucraineană Вікнини) este o comună în raionul Bilohirea, regiunea Hmelnîțkîi, Ucraina, formată din satele Dzvinkî, Nadîșen și Viknînî (reședința).

## Demografie
Componența lingvistică a comunei Viknînî
     Ucraineană (100%)
Conform recensământului din 2001, toată populația comunei Viknînî era vorbitoare de ucraineană (100%).